# Dàrxana

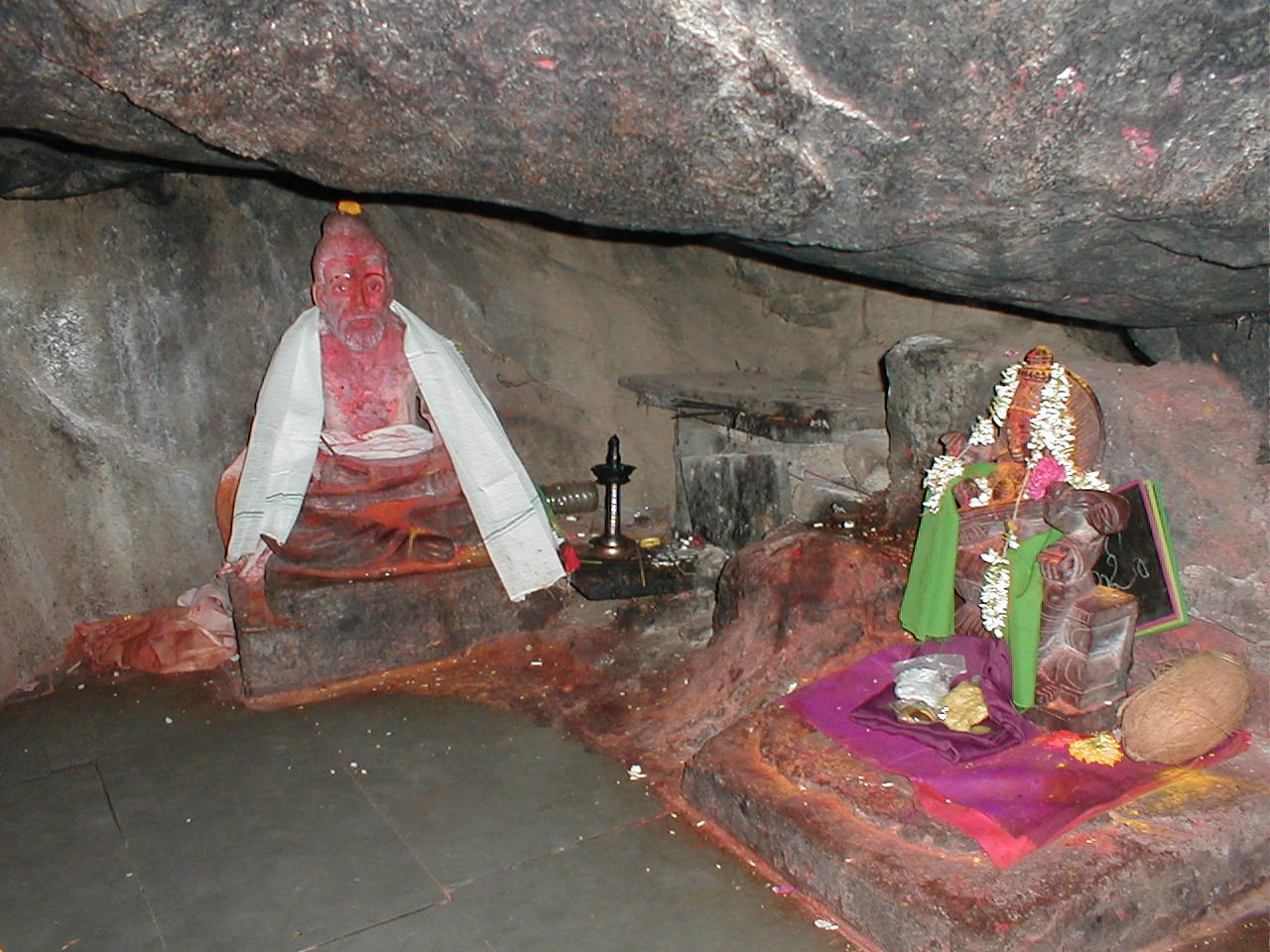
Estàtua del savi Viasa en el Viasa guja ('[lloc] secret de Viasa') sota del temple Basara Sarasvati.

Dàrxana o dàrxan (en escriptura devanagari दर्शन, darśana) és un terme sànscrit que significa 'visió, perspectiva' i a vegades 'aparició' (l'acte de mostrar-se). Prové de l'arrel en sànscrit dṛiś, 'veure', i s'utilitza principalment com a visió del que és diví. En la veneració hinduista, el dàrxana és la contemplació d'una deïtat (estàtua d'un déu) o d'una persona santa, experiència generalment concebuda com a recíproca, i de la que en resulta en una benedicció de l'observador. En els ratha jatres (festivals de carros al·legòrics), les figures de les deïtats són transportades pels carrers perquè les vegin aquells que amb anterioritat no han tingut permís de contemplar-les en el temple. La benedicció del dàrxana també pot ser concedida per un guru als seus deixebles o per un maharajà als seus súbdits.
El terme també s'utilitza per a referir-se a les sis doctrines existents dins del pensament hindú:
- Vedanta (de Vyasa)
- Ioga (de Patanjali)
- Samkhya (de Kapila)
- Mimamsa (de Jaimini)
- Nyaya (de Gótama)
- Vaixesika (de Kanada)

La doctrina vedanta és la tradició més influent i constitueix la base de molts religiosos actuals de l'Índia, mentre que el ioga és l'escola més coneguda a occident.
Els dàrxanes se solen considerar complementaris de dos en dos: nyāya i vaiśeṣika, sāṃkhya i yoga, i mīmāṃsā i vedānta.